# Bercy 90
 (août 2023).
Si vous disposez d'ouvrages ou d'articles de référence ou si vous connaissez des sites web de qualité traitant du thème abordé ici, merci de compléter l'article en donnant les références utiles à sa vérifiabilité et en les liant à la section « Notes et références ».
Tournées par Dorothée
Dorothée au Zénith 88 / Tournée 89 Bercy 92 / Bercy 93
Bercy 90 est un spectacle de la chanteuse et animatrice Dorothée. Il s'agit de son premier passage au palais omnisports de Paris-Bercy, en France. 

## Historique
Ce spectacle a fait l'objet de douze représentations devant 170 000 spectateurs à Bercy et 280 000 en tournée. Concerts donnés à Bercy du 6 au 21 janvier 1990, deux ans avant Bercy 92.
Ce spectacle contient majoritairement les titres de l'album Tremblement de terre, ainsi qu'une chanson inédite, écrite spécialement pour ce concert : Le plus grand orchestre de l'univers, qui permet à la chanteuse de présenter ses musiciens : Les Musclés.
Le slogan du spectacle fut : « Ca va trembler à Bercy » (en référence au titre de son tube de l'époque Tremblement de terre).
La mise en scène est impressionnante : une scène mobile, un puissant laser et un système " surround " qui fait trembler les sièges de la salle à trois reprises durant le spectacle. AB Disques sort la vidéo le 12 février 1990, soit vingt jours après la dernière représentation.
Pour la première fois de sa carrière, Dorothée publie un disque-live, en juin 1990, afin de marquer l'évènement. Il s'agit de Live à Bercy, certifié Disque d'or pour 130 000 exemplaires vendus.
La tournée qui suivra, au printemps 1990, conduira Dorothée jusqu'en Chine au mois de mai 1990 pour le festival des arts de Shanghai.
Devant le succès de ce spectacle, la chanteuse repart en tournée l'année suivante, en 1991, en France, Chine et Dom-Tom. Le concert est quasiment identique à celui de 1990, agrémenté de quelques chansons de son nouvel album Chagrin d'amour et dont la première partie est assurée par son groupe Les Musclés.

## Titres
| No  | Titre                                  | Durée |
| --- | -------------------------------------- | ----- |
| 1.  | Tremblement de terre                   |       |
| 2.  | Attention danger                       |       |
| 3.  | Le plus grand orchestre de l'univers   |       |
| 4.  | Docteur                                |       |
| 5.  | Tout, tout, tout le monde              |       |
| 6.  | Pourquoi                               |       |
| 7.  | Ca donne envie de chanter              |       |
| 8.  | Le Père-Noël des Musclés (Les Musclés) |       |
| 9.  | La maison du bonheur                   |       |
| 10. | Dou dou dou                            |       |
| 11. | Maman                                  |       |

| No  | Titre                                      | Durée |
| --- | ------------------------------------------ | ----- |
| 1.  | La machine avalé                           |       |
| 2.  | De la musique                              |       |
| 3.  | Allô, allô Monsieur l'ordinateur           |       |
| 4.  | Une lettre par avion                       |       |
| 5.  | Ma nouvelle valise                         |       |
| 6.  | Nicolas et Marjolaine                      |       |
| 7.  | Les petits Ewoks                           |       |
| 8.  | Les chevaliers du zodiaque (Bernard Minet) |       |
| 9.  | Dorothée Rock                              |       |
| 10. | Détective privé                            |       |
| 11. | Hou la menteuse !                          |       |
| 12. | Où s'en vont les cœurs brisés ?            |       |
| 13. | Tremblement de terre                       |       |

## Titres (Tour 91)
| No  | Titre                                    | Durée |
| --- | ---------------------------------------- | ----- |
| 1.  | Chagrin d'amour                          |       |
| 2.  | Tremblement de terre                     |       |
| 3.  | Le plus grand orchestre de l'univers     |       |
| 4.  | L'amour ça nous fait du bien             |       |
| 5.  | Ca donne envie de chanter                |       |
| 6.  | Tourterelle (duo Bernard Minet)          |       |
| 7.  | Hey ! Jolie petite fille (Bernard Minet) |       |
| 8.  | La machine avalé                         |       |
| 9.  | De la musique                            |       |
| 10. | Allô, allô Monsieur l'ordinateur         |       |
| 11. | Maman                                    |       |
| 12. | Do you dream of me                       |       |
| 13. | Nicolas et Marjolaine                    |       |
| 14. | Dorothée Rock                            |       |
| 15. | Détective privé                          |       |
| 16. | Valise ninety one                        |       |
| 17. | Un jour on se retrouvera                 |       |
| 18. | Chagrin d'amour                          |       |